# Gran Premio di superbike di Laguna Seca 1999
Il Gran Premio di Superbike di Laguna Seca 1999 è stato l'ottava prova su tredici del campionato mondiale Superbike 1999, disputato l'11 luglio sul circuito di Laguna Seca, ha visto la vittoria di Anthony Gobert in gara 1, mentre la gara 2 è stata vinta da Ben Bostrom.
La vittoria nella gara valevole per il campionato mondiale Supersport, disputata in due parti, è stata invece ottenuta da Stéphane Chambon.

## Risultati

### Gara 1

#### Arrivati al traguardo[4]
| Pos. | Nº  | Pilota              | Squadra              | Motocicletta | Giri | Tempo     | Griglia | Punti |
| ---- | --- | ------------------- | -------------------- | ------------ | ---- | --------- | ------- | ----- |
| 1º   | 95  | Anthony Gobert      | Vance & Hines Ducati | Ducati       | 28   | 41:01.775 | 2º      | 25    |
| 2º   | 90  | Ben Bostrom         | Vance & Hines Ducati | Ducati       | 28   | +0:03.151 | 3º      | 20    |
| 3º   | 4   | Akira Yanagawa      | Kawasaki Racing      | Kawasaki     | 28   | +0:03.382 | 4º      | 16    |
| 4º   | 5   | Colin Edwards       | Castrol Honda        | Honda        | 28   | +0:13.405 | 7º      | 13    |
| 5º   | 1   | Carl Fogarty        | Ducati Performance   | Ducati       | 28   | +0:13.709 | 9º      | 11    |
| 6º   | 11  | Troy Corser         | Ducati Performance   | Ducati       | 28   | +0:14.134 | 1º      | 10    |
| 7º   | 7   | Pierfrancesco Chili | Suzuki Alstare F.S.  | Suzuki       | 28   | +0:14.320 | 8º      | 9     |
| 8º   | 92  | Jamie Hacking       | Yamaha Motor Corp.   | Yamaha       | 28   | +0:23.168 | 12º     | 8     |
| 9º   | 111 | Aaron Slight        | Castrol Honda        | Honda        | 28   | +0:26.888 | 11º     | 7     |
| 10º  | 91  | Eric Bostrom        | American Honda Rac.  | Honda        | 28   | +0:32.774 | 6º      | 6     |
| 11º  | 21  | Katsuaki Fujiwara   | Suzuki Alstare F.S.  | Suzuki       | 28   | +0:40.375 | 13º     | 5     |
| 12º  | 6   | Gregorio Lavilla    | Kawasaki Racing      | Kawasaki     | 28   | +0:50.111 | 16º     | 4     |
| 13º  | 15  | Igor Jerman         | Kawasaki Bertocchi   | Kawasaki     | 28   | +0:56.620 | 14º     | 3     |
| 14º  | 38  | Lance Isaacs        | Ducati NCR           | Ducati       | 28   | +1:10.215 | 22º     | 2     |
| 15º  | 39  | Alessandro Gramigni | Valli Moto           | Yamaha       | 28   | +1:10.647 | 20º     | 1     |
| 16º  | 55  | Mauro Lucchiari     | Gattolone Racing     | Yamaha       | 27   | +1 giro   | 21º     |       |
| 17º  | 89  | Mike Smith          | White Endurance      | Honda        | 27   | +1 giro   | 23º     |       |

#### Ritirati
| Nº | Pilota               | Squadra              | Motocicletta | Giri | Griglia |
| -- | -------------------- | -------------------- | ------------ | ---- | ------- |
| 41 | Noriyuki Haga        | Yamaha WSBK          | Yamaha       | 19   | 10º     |
| 9  | Peter Goddard        | Aprilia Rac.De Cecco | Aprilia      | 13   | 5º      |
| 24 | Vladimír Karban      | Karban Racing        | Suzuki       | 8    | 24º     |
| 19 | Lucio Pedercini      | Pedercini            | Ducati       | 7    | 17º     |
| 27 | Frédéric Protat      | Ducati France FP R.  | Ducati       | 5    | 19º     |
| 22 | Vittoriano Guareschi | Yamaha WSBK          | Yamaha       | 4    | 15º     |
| 33 | Robert Ulm           | Kawa Bertocchi Gerin | Kawasaki     | 4    | 18º     |

### Gara 2

#### Arrivati al traguardo[5]
| Pos. | Nº  | Pilota              | Squadra              | Motocicletta | Giri | Tempo     | Griglia | Punti |
| ---- | --- | ------------------- | -------------------- | ------------ | ---- | --------- | ------- | ----- |
| 1º   | 90  | Ben Bostrom         | Vance & Hines Ducati | Ducati       | 28   | 40:58.346 | 3º      | 25    |
| 2º   | 11  | Troy Corser         | Ducati Performance   | Ducati       | 28   | +0:03.012 | 1º      | 20    |
| 3º   | 7   | Pierfrancesco Chili | Suzuki Alstare F.S.  | Suzuki       | 28   | +0:06.310 | 8º      | 16    |
| 4º   | 1   | Carl Fogarty        | Ducati Performance   | Ducati       | 28   | +0:10.622 | 9º      | 13    |
| 5º   | 5   | Colin Edwards       | Castrol Honda        | Honda        | 28   | +0:13.993 | 7º      | 11    |
| 6º   | 111 | Aaron Slight        | Castrol Honda        | Honda        | 28   | +0:16.120 | 11º     | 10    |
| 7º   | 91  | Eric Bostrom        | American Honda Rac.  | Honda        | 28   | +0:18.153 | 6º      | 9     |
| 8º   | 6   | Gregorio Lavilla    | Kawasaki Racing      | Kawasaki     | 28   | +0:29.302 | 16º     | 8     |
| 9º   | 9   | Peter Goddard       | Aprilia Rac.De Cecco | Aprilia      | 28   | +0:37.081 | 5º      | 7     |
| 10º  | 41  | Noriyuki Haga       | Yamaha WSBK          | Yamaha       | 28   | +0:39.455 | 10º     | 6     |
| 11º  | 21  | Katsuaki Fujiwara   | Suzuki Alstare F.S.  | Suzuki       | 28   | +0:41.285 | 13º     | 5     |
| 12º  | 4   | Akira Yanagawa      | Kawasaki Racing      | Kawasaki     | 28   | +0:52.483 | 4º      | 4     |
| 13º  | 92  | Jamie Hacking       | Yamaha Motor Corp.   | Yamaha       | 28   | +1:01.566 | 12º     | 3     |
| 14º  | 27  | Frédéric Protat     | Ducati France FP R.  | Ducati       | 28   | +1:04.647 | 19º     | 2     |
| 15º  | 39  | Alessandro Gramigni | Valli Moto           | Yamaha       | 28   | +1:05.263 | 20º     | 1     |
| 16º  | 15  | Igor Jerman         | Kawasaki Bertocchi   | Kawasaki     | 28   | +1:05.474 | 14º     |       |
| 17º  | 89  | Mike Smith          | White Endurance      | Honda        | 27   | +1 giro   | 23º     |       |

#### Ritirati
| Nº | Pilota               | Squadra              | Motocicletta | Giri | Griglia |
| -- | -------------------- | -------------------- | ------------ | ---- | ------- |
| 38 | Lance Isaacs         | Ducati NCR           | Ducati       | 26   | 22º     |
| 24 | Vladimír Karban      | Karban Racing        | Suzuki       | 13   | 24º     |
| 55 | Mauro Lucchiari      | Gattolone Racing     | Yamaha       | 12   | 21º     |
| 95 | Anthony Gobert       | Vance & Hines Ducati | Ducati       | 11   | 2º      |
| 22 | Vittoriano Guareschi | Yamaha WSBK          | Yamaha       | 9    | 15º     |
| 19 | Lucio Pedercini      | Pedercini            | Ducati       | 6    | 17º     |
| 33 | Robert Ulm           | Kawa Bertocchi Gerin | Kawasaki     | 2    | 18º     |

### Supersport

#### Arrivati al traguardo
| Pos. | Nº | Pilota               | Squadra              | Motocicletta | Giri | Tempo     | Punti |
| ---- | -- | -------------------- | -------------------- | ------------ | ---- | --------- | ----- |
| 1º   | 3  | Stéphane Chambon     | Suzuki Alstare F.S.  | Suzuki       | 25   | 38'19.719 | 25    |
| 2º   | 12 | Iain MacPherson      | Kawasaki Racing      | Kawasaki     | 25   | +4.083    | 20    |
| 3º   | 4  | Paolo Casoli         | Ducati Performance   | Ducati       | 25   | +10.315   | 16    |
| 4º   | 5  | Massimo Meregalli    | Yamaha Belgarda      | Yamaha       | 25   | +12.329   | 13    |
| 5º   | 1  | Fabrizio Pirovano    | Suzuki Alstare F.S.  | Suzuki       | 25   | +13.594   | 11    |
| 6º   | 7  | Piergiorgio Bontempi | Yamaha Belgarda      | Yamaha       | 25   | +18.423   | 10    |
| 7º   | 6  | Cristiano Migliorati | Endoug Metalsistem   | Suzuki       | 25   | +21.165   | 9     |
| 8º   | 8  | Wilco Zeelenberg     | Dee Cee Jeans Yamaha | Yamaha       | 25   | +23.073   | 8     |
| 9º   | 22 | Christian Kellner    | Yamaha Deutschland   | Yamaha       | 25   | +23.239   | 7     |
| 10º  | 25 | William Costes       | Elf Honda France     | Honda        | 25   | +37.106   | 6     |
| 11º  | 52 | James Toseland       | Castrol Honda        | Honda        | 25   | +38.984   | 5     |
| 12º  | 20 | Werner Daemen        | Yamaha Belgium       | Yamaha       | 25   | +44.897   | 4     |
| 13º  | 61 | Brian Parriott       | Napa Valley Racing   | Honda        | 25   | +45.147   | 3     |
| 14º  | 35 | Christophe Cogan     | BKM Racing           | Yamaha       | 25   | +46.095   | 2     |
| 15º  | 55 | Michele Malatesta    | Red Devils Romanelli | Ducati       | 25   | +52.808   | 1     |
| 16º  | 18 | Camillo Mariottini   | Kawasaki Team Italia | Kawasaki     | 25   | +58.652   |       |
| 17º  | 46 | Mauro Sanchini       | Sacchi Corse         | Suzuki       | 25   | +1'03.318 |       |
| 18º  | 33 | Luca Conforti        | Kawasaki Team Italia | Kawasaki     | 25   | +1'10.410 |       |
| 19º  | 42 | David Checa          | Yes Ducati NCR       | Ducati       | 25   | +1'11.636 |       |
| 20º  | 48 | Felisberto Teixeira  | Honda Portugal Galp  | Honda        | 25   | +1'16.081 |       |
| 21º  | 70 | Karl Harris          | Endoung Metalsistem  | Suzuki       | 25   | +1'17.161 |       |
| 22º  | 59 | Tony Doran           | Superloans. Com      | Honda        | 25   | +1'40.915 |       |
| 23º  | 23 | Rubén Xaus           | Dee Cee Jeans Yamaha | Yamaha       | 22   | +3 giri   |       |

#### Ritirati
| Nº | Pilota            | Squadra            | Motocicletta | Giri |
| -- | ----------------- | ------------------ | ------------ | ---- |
| 31 | Vittorio Iannuzzo | Lorenzini by Leoni | Yamaha       | 16   |
| 77 | James Ellison     | Castrol Honda      | Honda        | 13   |
| 37 | Marco Borciani    | Rumi               | Honda        | 6    |
| 69 | Serafino Foti     | Ghelfi             | Ducati       | 4    |
| 90 | Israel Sanchez    | Lozano Racing      | Yamaha       | 3    |
| 21 | Jörg Teuchert     | Yamaha Deutschland | Yamaha       | 1    |
| 27 | Roberto Panichi   | Bimota Exp. D.N.R. | Bimota       | 0    |